# Eulepethidae
Eulepethidae zijn een familie van borstelwormen (Polychaeta) uit de orde van de Phyllodocida.

## Geslachten
De volgende geslachten zijn bij de familie ingedeeld:
- Eulepethus Chamberlin, 1919
- Grubeulepis Pettibone, 1969
- Lamelleulepethus Pettibone, 1986
- Mexieulepis Rioja, 1962
- Pareulepis Darboux, 1900
- Proeulepethus Pettibone, 1986

### Synoniemen
- Eulepis Grube, 1875 => Eulepethus Chamberlin, 1919
- Japoeulepis Imajima, 1974 => Mexieulepis Rioja, 1962